# Lorditomaeus mirandus
Lorditomaeus mirandus är en skalbaggsart som beskrevs av Vladimir Balthasar 1965. Lorditomaeus mirandus ingår i släktet Lorditomaeus och familjen Aphodiidae. Inga underarter finns listade i Catalogue of Life.